# Grab, Lučani
Grab (izvirno srbsko Граб) je naselje v Srbiji, ki upravno spada pod Občino Lučani; slednja pa je del Moraviškega upravnega okraja.

## Demografija
V naselju živi 296 polnoletnih prebivalcev, pri čemer je njihova povprečna starost 53,7 let (52,3 pri moških in 55,1 pri ženskah). Naselje ima 143 gospodinjstev, pri čemer je povprečno število članov na gospodinjstvo 2,20.
To naselje je, glede na rezultate popisa iz leta 2002, večinoma srbsko, a v času zadnjih treh popisov je opazno zmanjšanje števila prebivalcev.
|  |

| Demografija | Demografija     | Demografija     |
| Leto        | Št. prebivalcev | Št. prebivalcev |
| ----------- | --------------- | --------------- |
|             |                 |                 |
|             |                 |                 |
|             |                 |                 |
|             |                 |                 |
| 1948        | 1070            |                 |
| 1953        | 1028            |                 |
| 1961        | 886             |                 |
| 1971        | 735             |                 |
| 1981        | 608             |                 |
| 1991        | 437             | 435             |
| 2002        | 320             | 315             |
|             |                 |                 |

| Etnična sestava po popisu iz leta 2002 | Etnična sestava po popisu iz leta 2002 | Etnična sestava po popisu iz leta 2002 | Etnična sestava po popisu iz leta 2002 | Etnična sestava po popisu iz leta 2002 |
| -------------------------------------- | -------------------------------------- | -------------------------------------- | -------------------------------------- | -------------------------------------- |
| Srbi                                   | Srbi                                   |                                        | 314                                    | 99,68%                                 |
| Neznano                                | Neznano                                |                                        | 1                                      | 0,31%                                  |